# Beaufou
Beaufou település Franciaországban, Vendée megyében. Lakosainak száma 1654 fő (2022. január 1.). Beaufou Bellevigny, Les Lucs-sur-Boulogne, Palluau, Le Poiré-sur-Vie és Saint-Étienne-du-Bois községekkel határos.

## Népesség
A település népességének változása:
| Lakosok száma | 1353 | 1465 | 1529 | 1508 | 1511 | 1514 | 1565 | 1600 | 1654 |
|               | 2013 | 2015 | 2016 | 2017 | 2018 | 2019 | 2020 | 2021 | 2022 |